# Ratko Cvetnić
Ratko Cvetnić (Zagreb, 26. lipnja 1957.) hrvatski književnik i publicist, član suradnik HAZU od 2016. godine.

## Životopis
Rođen je 1957. u Zagrebu, gdje je završio osnovnu školu i gimnaziju te studirao komparativnu književnost i povijest umjetnosti na Filozofskom fakultetu u Zagrebu. Od 1998. stručni je tajnik u Zagrebačkom sportskom savezu. Književnim se radom počeo baviti potaknut iskustvom što ga je stekao u Domovinskom ratu.
Na književnoj se sceni pojavio 1997. godine romanom "Kratki izlet", autobiografskim zapisima o Domovinskom ratu. Pisac opisuje razdoblje od kolovoza 1992. do rujna 1993. godine, u vidu anegdota s bojišta, stvari viđenih i načutih, razmišljanja o ratnoj Hrvatskoj, te tako gradi pitak, humorističan, ironijski opis ratne svakodnevice. 
Objavljen isprva u tjedniku, i prije no što će izići kao knjiga (1997.), njegov je roman Kratki izlet postao književna senzacija. To je visokoliterarizirani memoarski zapis urbanog intelektualca, lišen patetike i prijetvornog domoljublja, u kojem se pretapaju dnevnički krokiji, često nanizani po tragično-komičnom principu. Roman je dobio Nagradu Gjalski te je ubrzo bio preveden na više jezika.
Roman je postao uspješnica, preveden je na više stranih jezika, na poljski ga je prevela Łucja Danielewska u knjizi Krotka wycieczka: zapisy wojenne z lat 1992 - 1993, izdanoj 2000. godine, preveden je na slovenski i njemački iste 2000. godine, 2009. je doživio drugo hrvatsko izdanje. Kratki izlet stoji uz bok memoara Alenke Mirković ("Glasom protiv topova") kao najbolja hrvatska ratna proza.
Dvanaest godina kasnije, 2009. uz drugo izdanje "Kratkog izleta" izlazi mu novi opsežni roman "Polusan", u kojem opisuje Zagreb krajem osamdesetih godina prošlog stoljeća opisujući duh jednog vremena u kojem već ishlapjeli socijalizam troši svoje zadnje resurse. Glavni junak romana se „povlači po životu“ pokušavajući, relativno neuspješno odnosno relativno uspješno, skrenuti okolnosti sebi u korist. 
Za taj je roman dobio nagradu Ksaver Šandor Gjalski 2009. godine. Polusnom' Cvetnić nas odvodi u često tematizirane osamdesete godine, u vrijeme rasapa bivše države. Mozaične strukture, sačinjen od mnoštva epizoda, digresija i obilja likova, ovaj je roman pisan iznimno bogatim stilom, smislom za detalj i vještinom finog esejiziranja. 
Godine 2013. Cvetnić se javlja romanom Povijest instituta. U njemu se obrađuje hrvatska povijest od dolaska komunizma na vlast 1945. godine do danas. O romanu kritika piše "Riječ (je) o jednom od boljih romana hrvatske književnosti posljednjih godina". 
U Povijesti Instituta glavni lik, umjesto preminulog prijatelja, pokušava dovršiti studiju o povijesti središnjeg instituta koji slavi stogodišnjicu. U romanu se živo isprepleću sudbine oba lika, snažno povezane ustanovom, koja se pokatkad doima i kao globalna metafora. Zbog iznimne književne zrelosti, mjesta što ga već sad zauzima u suvremenoj hrvatskoj književnosti te gotovo virtuoznoga izraza stekao je mjesto člana suradnika HAZU. Roman je bio kandidat za tportalovu nagradu i nagradu Meša Selimović.
Četvrti roman, Blato u dvorištu, objavio je 2018. godine. Roman je svojevrsni presjek hrvatske povijesti 20. stoljeća, od vremena Drugoga svjetskoga rata i poraća do samostalne i neovisne Hrvatske i za nj je Cvetnić dobio Nagradu HAZU.
Bio je član uredništva Turopoljskog leksikona koji je objavio Leksikografski zavod Miroslav Krleža.

## Nepotpuna bibliografija
- Kratki izlet, Ceres, Zagreb, 1997.1.; Mozaik knjiga, Zagreb, 2009.2.
- Krotka wycieczka: zapisy wojenne z lat 1992 - 1993, 2000.
- Kratek izlet: zapisi iz domovinske vojne, Goga, Novo mesto, 2000.
- Ein kurzer Ausflug: Aufzeichnungen aus dem Krieg in Kroatien, Verlagsbuchhandlung Ulrike Šulek, Köln, 2000.
- Polusan, Mozaik knjiga, Zagreb, 2009., ISBN 978-953-14-0545-4
- Povijest Instituta, Mozaik knjiga, Zagreb, 2013., ISBN 978-953-14-1402-9
- Blato u dvorištu, Mozaik knjiga, Zagreb, 2018., ISBN 978-953-14-2437-0
- Turopoljski Leksikon, LZMK, Zagreb, 2021., ISBN 978-953-268-062-1